# Вја Верде (Болоња)
Вја Верде (итал. Via Verde) је насеље у Италији у округу Болоња, региону Емилија-Ромања.
Према процени из 2011. у насељу је живело 3 становника. Насеље се налази на надморској висини од 24 м.